# Brooke Raboutou
Brooke Raboutou (Boulder, 9 aprile 2001) è un'arrampicatrice statunitense.

## Biografia
È figlia di Didier Raboutou e Robyn Erbesfield, vincitori di medaglie d'oro a livello mondiale, e sorella di Shawn Raboutou, tutti arrampicatori professionisti.

## Carriera
Dopo aver praticato l'arrampicata anche da giovanissima, nel 2018, quando frequentava l'Università di San Diego, inizia ad allenarsi in vista delle Olimpiadi del 2020 a Tokyo (poi posticipate all'anno seguente a causa della pandemia di COVID-19): nella gara femminile della manifestazione si classifica al quinto posto.
Ad aprile 2023, invece, partecipa alla Coppa del mondo ad Hachiōji, in Giappone, dove vince la medaglia d'oro nella gara di bouldering.
Nel 2024 di qualifica per i Giochi Olimpici del 2024 di Parigi, in Francia. Nella gara femminile di boulder e lead della manifestazione vince la medaglia d'argento, diventando la prima donna americana a vincere una medaglia olimpica nell'arrampicata sportiva.